# Кааль, Урмас
Урмас Кааль (эст. Urmas Kaal; 6 апреля 1973, Таллин) — эстонский футболист, защитник. Выступал за национальную сборную Эстонии.

## Биография

### Клубная карьера
В начале карьеры выступал в низших лигах чемпионата Эстонии за таллинские клубы «Севени» и «Валль».
В 1994 году перешёл в «Норму», в её составе дебютировал в высшей лиге, однако команда выступила неудачно, заняв шестое место. Затем в течение двух с половиной сезонов футболист выступал за «Таллинна Садам», становился бронзовым (1996/97) и серебряным (1997/98) призёром чемпионата Эстонии, двукратным обладателем Кубка Эстонии (1996, 1997), обладателем Суперкубка Эстонии (1997).
В 1998 году перешёл в систему таллинской «Флоры», но большую часть контракта играл на правах аренды за «Курессааре» в первой лиге. В основном составе «Флоры» провёл 4 матча в 1999 году, команда в том сезоне стала бронзовым призёром. В 2000 году футболист снова играл за «Курессааре», вышедший к тому времени в высший дивизион.
Всего в высшей лиге Эстонии провёл 91 матч.
С 2001 года выступал на любительском уровне за клубы низших дивизионов Эстонии. По состоянию на 2018 год играет за «Кадакас» (Керну) в третьей лиге (пятый дивизион).
Также в конце 2000-х и начале 2010-х годов играл в чемпионате Эстонии по мини-футболу.

### Карьера в сборной
Выступал за молодёжную сборную Эстонии по футболу.
В национальной сборной Эстонии провёл единственный матч 9 июня 1999 года против Литвы в отборочном турнире чемпионата Европы, отыграв все 90 минут.